# Geografia linguistica
La geografia linguistica, o geolinguistica (ma anche linguistica spaziale o linguistica areale - più raro neolinguistica; cfr. Enciclopedia Treccani), è una corrente della linguistica che si occupa di studiare l'estensione nello spazio dei fenomeni linguistici, di ordine fonetico, morfosintattico, lessicale, e la loro distribuzione geografica. Suo importante esponente fu l'italiano Matteo Bartoli.

## Aspetti
Un'area geografica caratterizzata dalla presenza di uno stesso fenomeno linguistico è delimitata da un'isoglossa: con questo termine si intende quindi la linea immaginaria che unisce i punti estremi dell'area in questione.
Isoglossa è tuttavia un termine generico, un iperonimo: si possono distinguere infatti, isofone, isomorfe, isolessi a seconda del fenomeno linguistico che delimitano nello spazio.

Un fascio di isoglosse, ossia un loro addensamento nello spazio geografico che indica la prossimità di zone critiche dei sistemi linguistici, può rappresentare un confine linguistico, sebbene una unità dialettale non sia esattamente individuabile mediante isoglosse perché non è possibile tracciare confini netti tra una varietà linguistica e l'altra.